# Prisión de Banceuy
La Prisión de Banceuy (en indonesio: Penjara Banceuy) es el nombre que recibe un recinto penitenciario que se ubicaba en Bandung, una localidad de la provincia de Java Occidental en la Isla de Java una de las que forma el país asiático de Indonesia. La Prisión de Banceuy fue construida en 1877 por el gobierno colonial entonces controlado por los Holandeses. Se encuentra ubicado en la calle Banceuy, a 500 metros al oeste del Museo de la Conferencia Asia y África.